# Sarah Ferguson
Sarah Margaret Ferguson (Londen, 15 oktober 1959) is de tweede dochter van Ronald Ivor Ferguson en Susan Mary Wright. Ze is vooral bekend als ex-vrouw van de Britse prins Andrew. Het volk gaf haar de bijnaam Fergie.

## Voorouders
Sarah is een verre afstammeling van het huis Stuart. Van vaders kant stamt zij o.a. af van Karel II van Engeland, en ook Maria Boleyn behoort tot haar (verre) familie.

## Jeugd
Als kind hield Sarah erg van paardrijden en daar won ze veel prijzen mee. In 1972 scheidden haar ouders, Sarah was toen dertien. Haar moeder hertrouwde met een Argentijn, Hector Barrantes, waarna Sarahs moeder met haar nieuwe echtgenoot naar Zuid-Amerika verhuisde.
Nadat Sarah op haar achttiende haar diploma haalde op het Queen's Secretarial College, ging ze bij een pr-bedrijf werken. In 1985 werd ze uitgenodigd op Windsor Castle voor een privéfeestje om Royal Ascot te vieren. Op dit feest ontmoette ze prins Andrew. Ze kenden elkaar al vanaf hun kindertijd, en op het feest sloeg de vonk over tussen de twee.

## Hertogin van York

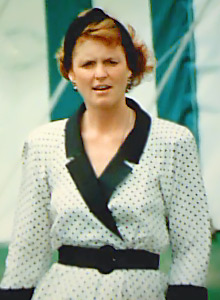
Sarah Ferguson in 1991

Op 19 maart 1986 werd de verloving bekendgemaakt en op 23 juli 1986 trouwde het stel in Westminster Abbey, Londen. De ceremonie werd op televisie uitgezonden en miljoenen mensen volgden de plechtigheden. Sarah kreeg de titel Hertogin van York. Andrew en Sarah kregen twee kinderen, Beatrice (geboren in 1988) en Eugenie (geboren in 1990). 
In het begin was de vrolijke Sarah geliefd bij de pers, ze werd regelmatig gezien met haar schoonzus Diana. Maar al snel lieten critici haar niet meer met rust, en met een man bij de marine die ze zelden zag, was het leven niet makkelijk voor Sarah.

## Scheiding
Ze zocht haar rust in het schrijven van kinderboeken over Budgie The Helicopter. Maar ondanks haar succes had ze inmiddels hoge schulden opgebouwd door haar luxueuze levensstijl. In 1992 gingen Sarah en Andrew uit elkaar. Vijf maanden daarvoor werden er foto's gepubliceerd, waarop te zien was dat Sarah intieme momenten doorbracht met financieel adviseur John Bryan. In 1996 scheidden Andrew en Sarah definitief, maar ze bleven als goede vrienden in hetzelfde huis wonen. Na het huwelijk werd Sarah: hertogin van York, gravin van Inverness en barones Killyleagh.
In 2005 was ze woordvoerster van de US Weight Watchers, en het gezicht van een campagne voor een financieel bedrijf. Ook verving ze CNN's Larry King toen hij met vakantie was.
Sarah Ferguson bleef Andrew steunen, toen die in opspraak raakte door zijn vriendschap met de seksueel delinquent Jeffrey Epstein, beschuldigd werd van ongewenste omgang met minderjarige meisjes en later in een spionagezaak genoemd werd.